# Luca Di Schiena
Luca Di Schiena (Andria, 12 settembre 1921 – Roma, 9 marzo 1994) è stato un giornalista e dirigente d'azienda italiano.
Fra i telegiornalisti più noti della Rai degli albori, diresse il TG3 dal 1980 al 1987. Giornalista vicino al Vaticano, fu autore di una biografia su papa Giovanni Paolo II.

## Biografia
Assunto come radiocronista in Rai con un concorso nel 1944, si era occupato inizialmente di cinegiornali (fra i suoi colleghi dell'epoca vi erano anche Corrado Mantoni e Lello Bersani). Fu tra i primi cronisti posti in condizione di trasmettere in diretta televisiva e commentò per l'ente radiotelevisivo di stato il 23 luglio del 1962 la prima trasmissione in mondovisione. In carriera fu autore di interviste a personaggi della cultura fra cui quella - sempre nel 1962 - allo scrittore Dino Buzzati.
Successivamente dcumentò eventi internazionali, fra cui le imprese spaziali per i programmi Mercury e Gemini; seguì il pontefice della Chiesa cattolica durante viaggi e coprì con servizi e corrispondenze eventi sportivi, fra cui le Olimpiadi di Roma 1960. Come inviato speciale, fu testimone dei funerali del presidente John Fitzgerald Kennedy, assassinato a Dallas nel novembre 1963.
Divenuto capo ufficio stampa della Rai nel 1969, lasciò l'incarico per passare a dirigere i servizi parlamentari radiotelevisivi. Insegnò giornalismo televisivo e radiofonico e fu membro della Pontificia commissione delle comunicazioni sociali. Fu presidente del Collegio dei Probiviri dell'Unione Cattolica Stampa Italiana. Pubblicò alcuni saggi e ricoprì la carica di sovrintendente del teatro dell'Opera di Roma.

## Riconoscimenti
In carriera ricevette diversi riconoscimenti, fra cui il Microfono d'argento, nel 1955 e nel 1960, il Premio Marconi, nel 1963, il Premio Saint-Vincent per il giornalismo televisivo, nel 1967, e il Premio Scanno, nel 1985.

## Opere principali
- Agenda 199... con il diario di famiglia in un secolo, Kepos, 1991, ISBN 88-85392-02-4
- Cerio-Capri. Un nome esponenziale, La Conchiglia, 1992